# Añaterve
Añaterve (fl. XV secolo) re di etnia guanci del menceyato di Güímar, Tenerife sulle Isole Canarie.
Re di Güímar, nel cui territorio, a partire dalla metà del XV venne costruita una missione cattolica. Añaterve fu il primo re guanci ad aderire all'accordo di pace con gli spagnoli. Nel 1490 ha firmato un trattato di pace con il governatore di Gran Canaria, Pedro de Vera, trattato che venne poi ratificato, nel 1494, da Alonso Fernández de Lugo. Il mencey di Güímar ha attivamente collaborato con i vincitori, fornendo truppe e rifornimenti ausiliari. Dopo la conquista nel 1496, Añaterve venne trasferito in Spagna da Alonso Fernandez de Lugo, insieme a sei menceyes allo scopo di presentarli ai Re Cattolici. Una volta ritornato a Tenerife, visse sotto il dominio spagnolo. La sua storia successiva è sconosciuta.